# Synagoga w Sarajewie
Synagoga w Sarajewie (boś. Sinagoga u Sarajevu) – synagoga znajdująca się w Sarajewie, stolicy Bośni i Hercegowiny, na południe od rzeki Miljacki. Jest obecnie jedną z dwóch czynnych synagog w mieście.

## Historia
Synagoga została zbudowana w 1902 roku, według projektu architekta Karla Pařika dla Aszkenazyjczyków skupionych w sarajewskiej gminie żydowskiej. Podczas II wojny światowej została znacznie zdewastowana. Po zakończeniu wojny odnowiona i ponownie otwarta dla celów kultu religijnego. Kolejnym tragicznym momentem dla synagogi była wojna w Bośni, podczas której została uszkodzona, a większość sarajewskich Żydów opuściła kraj, pozostawiając budynek na pastwę losu. Po zakończeniu wojny wielu Żydów powróciło, a w synagodze ponownie zaczęły odbywać się regularnie nabożeństwa.
W 2007 roku synagogę gruntownie odnowiono, a elewacji nadano nowy kolor – kremowy, który zastąpił dotychczasowy różowy. Obecnie modlą się w niej zarówno Żydzi aszkenazyjscy jak i sefardyjscy.

## Architektura
Murowany budynek synagogi wzniesiono na planie prostokąta w stylu neomauretańskim. W jej narożnikach znajdują się cztery kwadratowe wieżyczki przykryte kopułami z iglicami, na których znajdują się gwiazdy Dawida. Nad wejściem głównym znajduje się rozeta z małą gwiazdą Dawida pośrodku. Przy wejściu znajduje się kamienny pomnik w kształcie menory, upamiętniający 400-lecie osadnictwa Żydów w Bośni i Hercegowinie.
Obecnie wnętrze synagogi jest podzielone stropem na dwie kondygnacje, gdzie na pierwszym piętrze, na wysokości dawnych galerii dla kobiet odbywają się nabożeństwa. Jego wnętrze jest bogato dekorowane, m.in. ornamentowany sufit, polichromie o motywach geometrycznych na ścianach czy łuki.

## Galeria

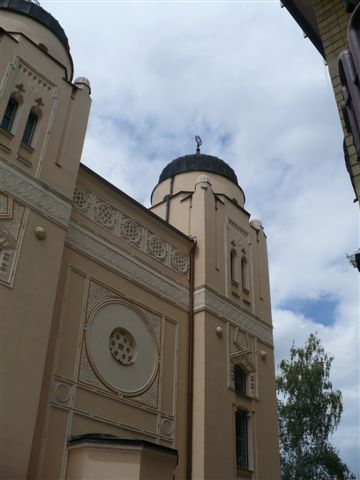
Ściana wschodnia
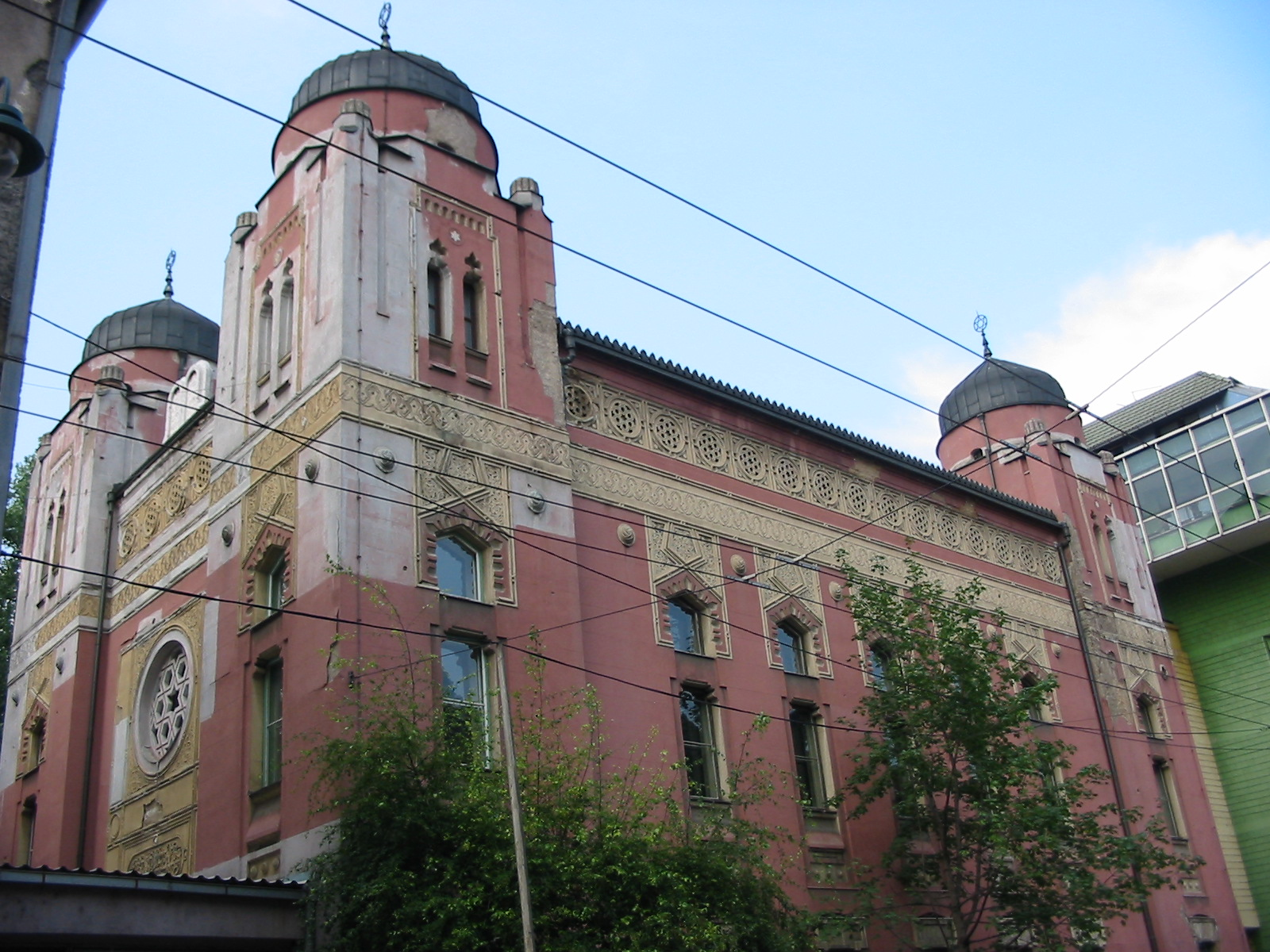
Synagoga przed remontem
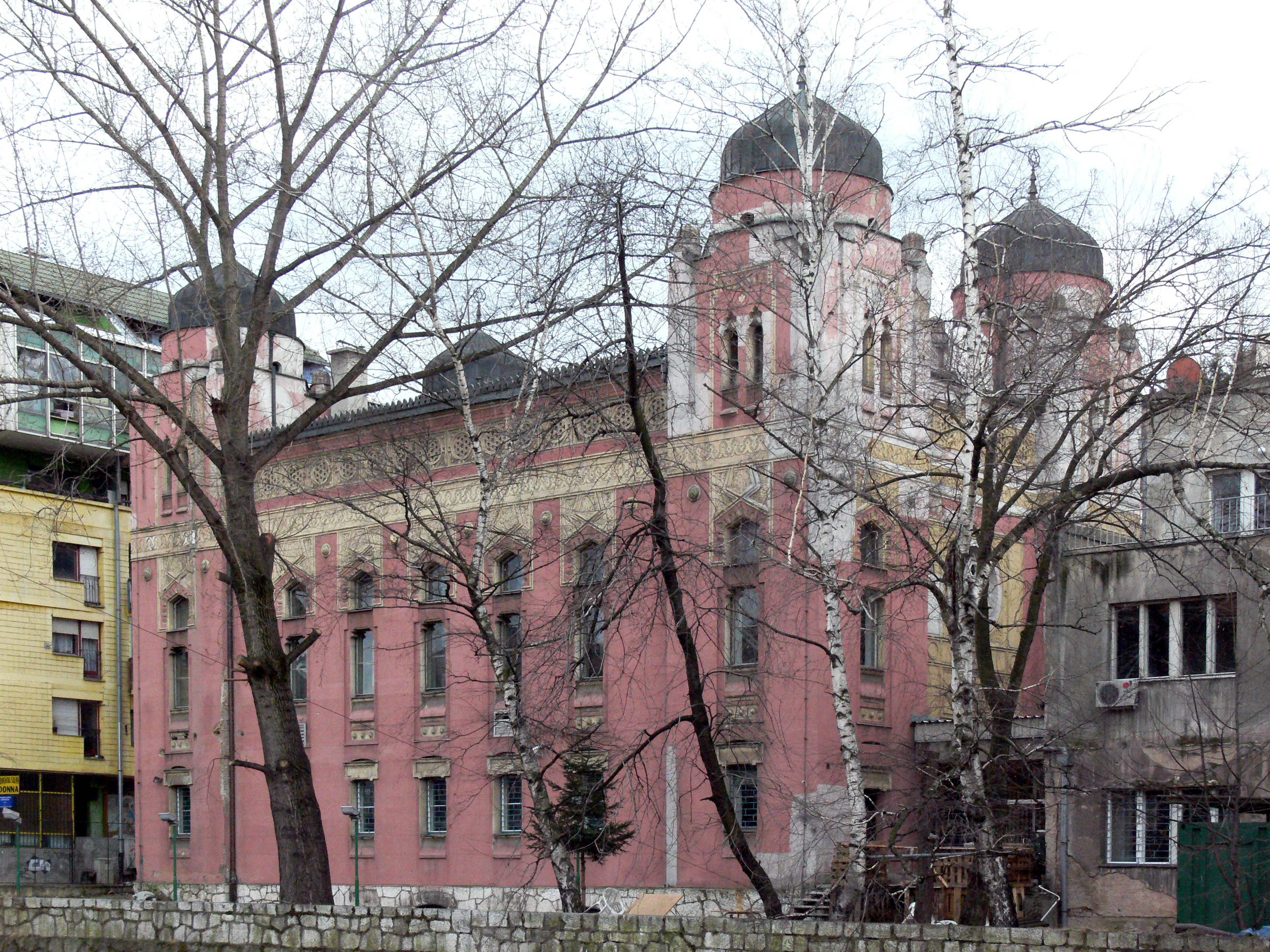
Synagoga przed remontem
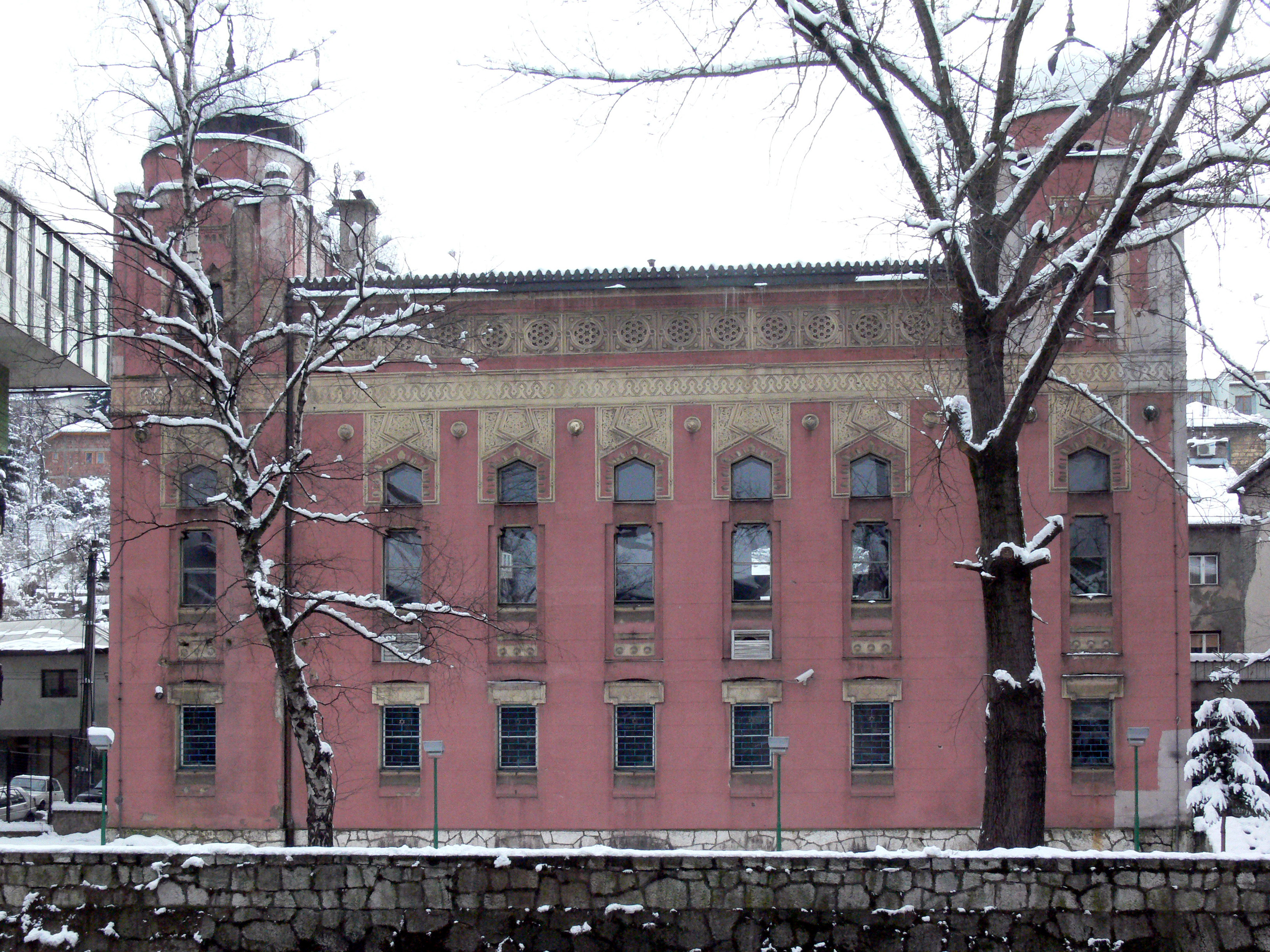
Synagoga przed remontem